# Matnakash

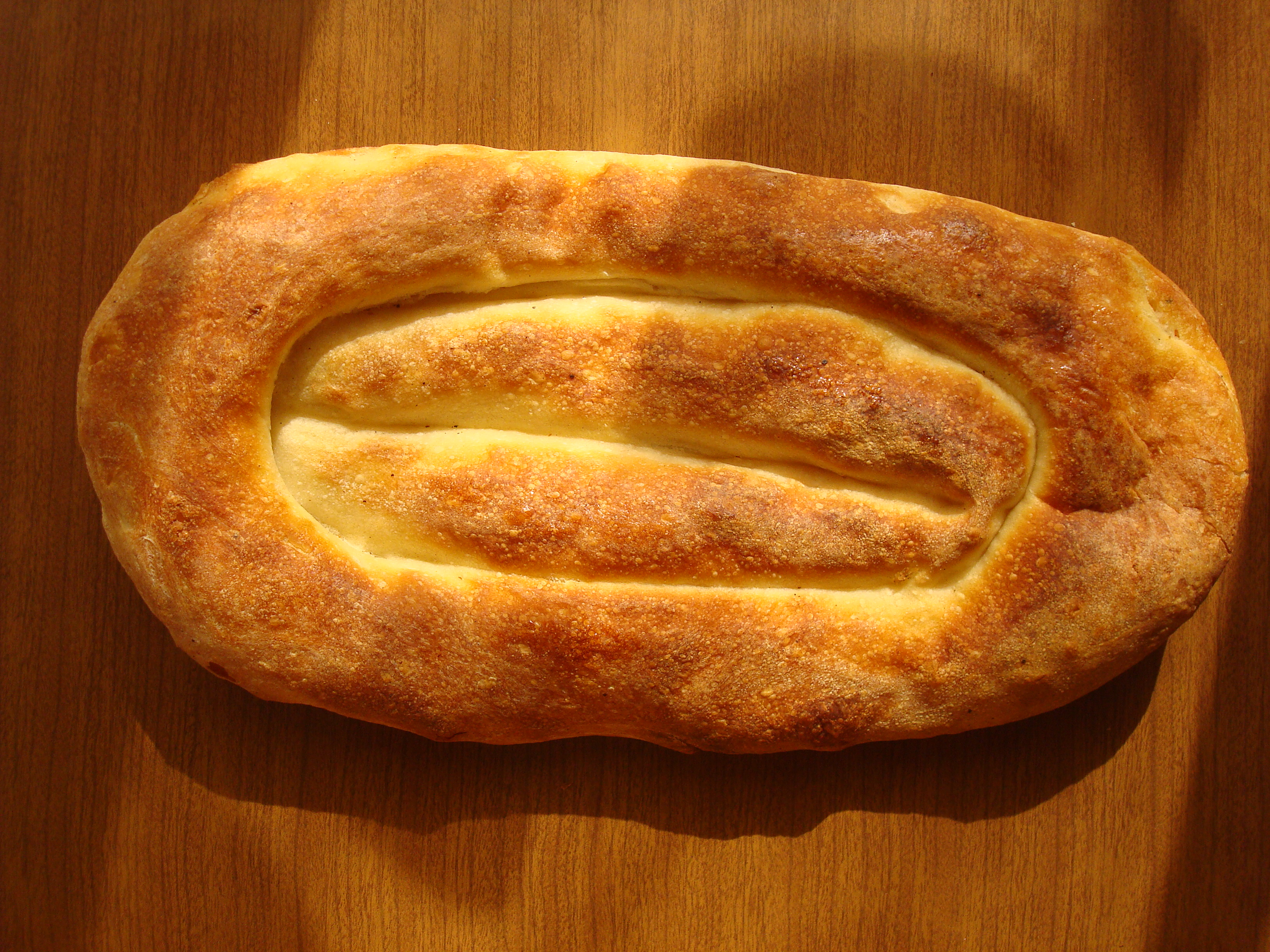
Matnakash.

Matnakash (en armenio: Մատնաքաշ) es un pan tradicional de la cocina armenia. Es un pan de masa ligera y esponjosa. La palabra matnakash significa literalmente dedo dibujado, haciendo referencia con su nombre a la forma de preparación de este pan. El matnakash, junto con el lavash, es un pan aplastado que puede ser adquirido en cualquier panadería de Armenia así como en los lugares donde hay armenios procedentes de la diáspora armenia.

## Historia
El Matnakash fue muy popular durante el periodo de la Unión Soviética. En los años 1930, los especialistas de alimentación en la Armenia Soviética querían hacer ver como este país comunista se renovaba gracias al pan. El matnakash empezó a producirse en masa y se convirtió en pan urbano.